# SIS.TM
SIS.TM (auch SISTM) war ein von 2002 bis 2008 existierendes Kunst-Projekt des Schweizer Künstlers Hans Peter Riegel, das sich kritisch mit der Sozialisation von Individuen im Internet auseinandersetzte. Der im Internet geläufigen Praxis der Anonymität von Autoren folgend, verbarg sich der Künstler hinter den Pseudonymen SIS.TM oder Taggman. Hierin bestand ein Vorgriff auf heute bekannte Phänomene verdeckter Autorschaft wie etwa Anonymous.

## Geschichte
Im Januar 2004 stellte die Zürcher Underground-Galerie Plattform 11 Arbeiten aus, die unter dem Pseudonym SISTM angekündigt wurden. Es handelte sich um Screenshots aus dem Internet, um Porträts von Frauen, die sich im Web prostituierten.
An gleichem Ort fand im Mai 2005 unter dem zu SIS.TM abgeänderten Pseudonym, die Ausstellung Incredible Subjects statt. SIS.TM kann als Wortspiel aus SISTM bzw. SIS für System sowie TM für Trademark verstanden werden. Incredible Subjects bestand aus Webcam-Screenshots verbunden mit Blog-Texten, mit denen die Wände der Galerie vollständig beklebt waren. Thema dieser Ausstellung war die Selbstdarstellung junger Menschen auf den Plattformen des Internets und deren hier erkenntliche soziale Isolation. Durch Medienberichte über die Ausstellung, nicht zuletzt in der Hauptausgabe der Tagesschau, erlangte das Thema in der Schweiz auch bei einem breiten, bislang dem Internet fernen Publikum Interesse und führte zu Kontroversen in der Blogger-Szene.
In den darauf folgenden Jahren machte SIS.TM regelmäßig mit kritischen Beiträgen auf sich aufmerksam, welche die neuen Formen der Sozialisation thematisierten, wie sie aus der verstärkten Nutzung des Internets resultierten. Zentrale Themen wurden die Darstellung sexueller Obsession, von Selbstverletzung und Gewaltphantasie.
SIS.TM produzierte unter dem Titel Flickering Subjects eine Reihe von Videos, die mit kompilierten Internet-Takeouts hergestellt wurden. Unter anderem ein achtstündiges Video, das aus aneinander geschnittenen Takeouts von auf YouTube verbreiteten Selbstdarstellungen jugendlicher Protagonisten bestand sowie einen Film mit auf YouTube zu findenden Anleitungen zur Ausübung körperlicher Gewalt, wie sie zum Beispiel in der Hooligan-Szene üblich ist.
2006 veröffentlichte SIS.TM das Buch Flickering Subjects, eine Zusammenstellung von auf authentischen Blogs beruhenden Texten.
2007 realisierte SIS.TM unter dem Titel Learn More eine umfangreiche Aktion, mit der die Prostitution Minderjähriger im Internet angeprangert wurde, die auch von ebenso minderjährigen Internet- oder Mobiltelefon-Nutzern konsumiert wird. Teil der Aktion waren vier Meter hohe „Werbe-Poster“ im öffentlichen Raum Zürichs.
2008 erklärte SIS.TM das Ende des Projekts.

## Ausstellungen
- 2002 First Pack, T2 Maag Areal, Zürich
- 2003 Second Pack, T2 Maag Areal, Zürich
- 2003 Third Pack, Spinnerei Murg, Murg
- 2004 Female Subjects, Plattform 11, Zürich
- 2005 Incredible Subjects, Plattform 11, Zürich
- 2006 Draw Subjects, Plattform 11, Zürich
- 2007 Flickering Subjects I, Augenzeugen, Bilder von Krieg, Globalität und Blogs, Pfäffikon
- 2007 Flickering Subjects II, Cabaret Voltaire, Zürich
- 2007 Flickering Subjects III, Tweakfest, Zürich
- 2007 Learn more – Flickering Subjects IV, öffentlicher Raum Zürich
- 2007 Aggression – Flickering Subjects V, Kunsthalle Winterthur, Winterthur
- 2007 Funny Subjects, Galerie Brot und Spiele, Berlin
- 2008 Do you eat – Flickering Subjects VI, Kaskadenkondensator, Basel
- 2008 Flickering Subjects VII und VIII, Galerie Brot und Spiele, Berlin

## Filme
- Flickering Subjects I-VIII. mit Hans Peter Riegel, 8 Video-Filme, Zürich, 2002, 2008
- Funny Subjects. Video-Film, Berlin, 2007
- Draw Subjects. Video-Film, Zürich, 2006
- Dumb. Video-Film, Zürich, 2005

## Publikationen
- Flickering Subjects. Zürich 2006, ISBN 3-033-01005-9. (libraries.admin.ch)
- Incredible Subjects. Ausstellungskatalog. Zürich 2005.